# 荒川冲站
荒川冲站（日语：／ Arakawaoki eki */?）位于茨城县土浦市，是东日本旅客铁道（JR東日本）和日本货物铁道（JR货物）管辖的鐵路車站。

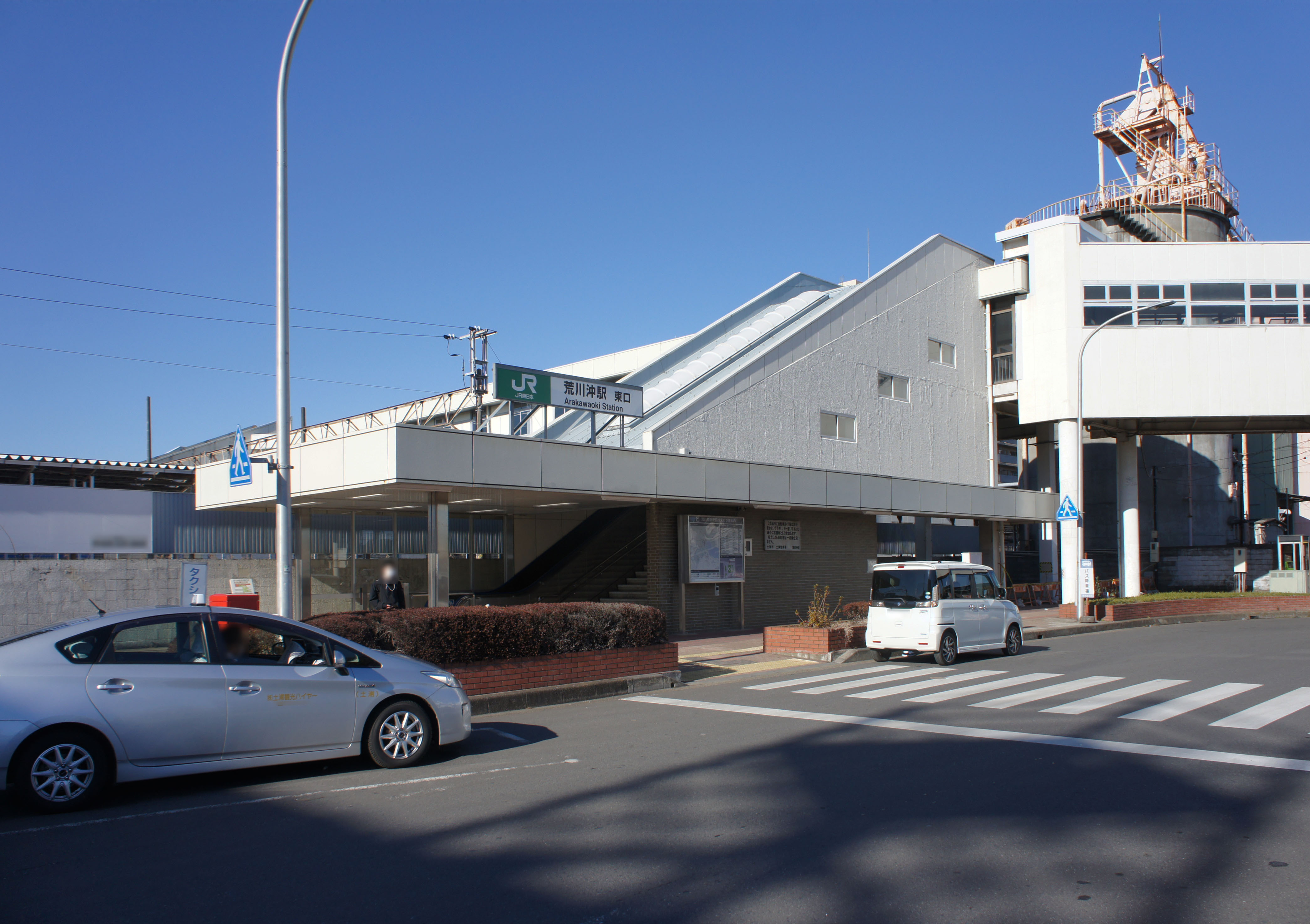
東口（2022年1月）

## 历史
- 1896年12月25日 - 作为日本铁道车站投入运营。
- 1909年10月12日 - 线路名制定，归属常磐线。
- 1978年
  - 2月15日 - 上跨式站房建成。
  - 11月1日 - 停止办理行李托运业务。
- 1986年11月1日 - 仅办理专用线货运业务。
- 1987年4月1日 - 国铁分割民营化后成为JR东日本和JR货物车站。
- 1995年8月1日 - 设置自动闸机。
- 2001年11月18日 - 本站支持使用Suica。
- 2008年3月23日 - 站内发生土浦连环杀人案。
- 2009年8月1日 - 更换发车音乐。
- 2018年4月10日 - 成为业务委托站。

## 车站结构
侧式站台2台2线的地上车站。跨线式站房。

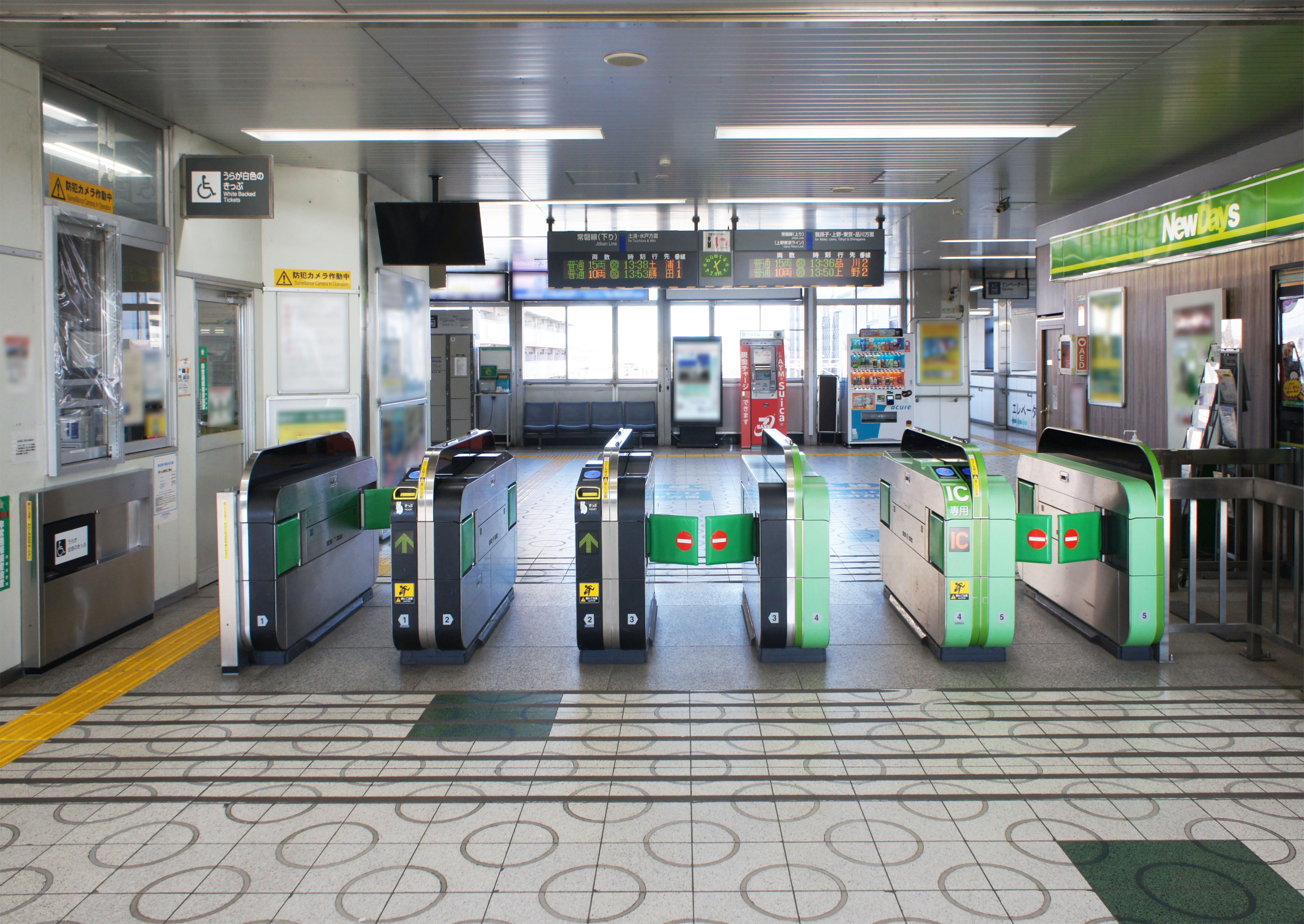
檢票口（2022年1月）

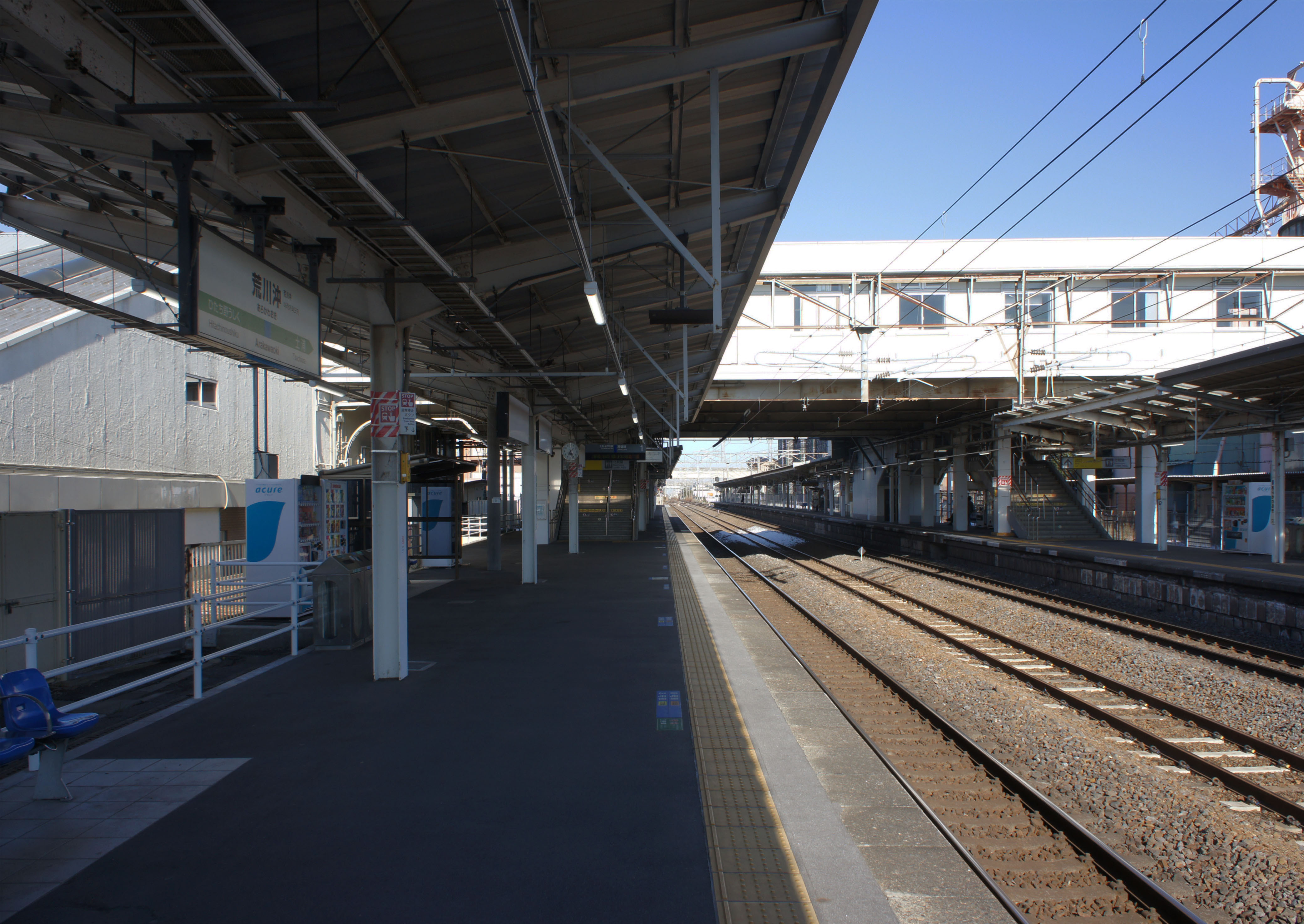
月台（2022年1月）

JR东日本车站服务管理的业务委托站。设有绿色窗口（营业时间 8时00分 - 18时00分）、Suica自动闸机和指定席自动售票机。

### 站台配置
| 站台 | 路线    | 方向 | 目的地                                      |
| ---- | ------- | ---- | ------------------------------------------- |
| 1    | ■常磐線 | 下行 | 土浦、水户、日立、磐城方向                  |
| 2    | ■常磐線 | 上行 | 我孙子、上野、東京、品川方向 （上野东京线） |



## 使用情况
根據JR東日本，2018年度（平成29年度）的1日平均上車人次為8,301人。
近年的推移如下表。
| 上車人次推移       | 上車人次推移     | 上車人次推移    |
| 年度               | 1日平均 上車人次 | 來源            |
| ------------------ | ---------------- | --------------- |
| 2000年（平成12年） | 12,303           | [ 利用客数 1 ]  |
| 2001年（平成13年） | 11,924           | [ 利用客数 2 ]  |
| 2002年（平成14年） | 11,383           | [ 利用客数 3 ]  |
| 2003年（平成15年） | 11,084           | [ 利用客数 4 ]  |
| 2004年（平成16年） | 11,008           | [ 利用客数 5 ]  |
| 2005年（平成17年） | 10,198           | [ 利用客数 6 ]  |
| 2006年（平成18年） | 9,512            | [ 利用客数 7 ]  |
| 2007年（平成19年） | 9,467            | [ 利用客数 8 ]  |
| 2008年（平成20年） | 9,296            | [ 利用客数 9 ]  |
| 2009年（平成21年） | 9,016            | [ 利用客数 10 ] |
| 2010年（平成22年） | 8,674            | [ 利用客数 11 ] |
| 2011年（平成23年） | 8,445            | [ 利用客数 12 ] |
| 2012年（平成24年） | 8,451            | [ 利用客数 13 ] |
| 2013年（平成25年） | 8,391            | [ 利用客数 14 ] |
| 2014年（平成26年） | 8,084            | [ 利用客数 15 ] |
| 2015年（平成27年） | 8,184            | [ 利用客数 16 ] |
| 2016年（平成28年） | 8,163            | [ 利用客数 17 ] |
| 2017年（平成29年） | 8,230            | [ 利用客数 18 ] |
| 2018年（平成30年） | 8,301            | [ 利用客数 19 ] |

## 相鄰車站
東日本旅客鐵道（JR東日本）
■常磐线 
特急列车“常陆”部分列车停车站
■特别快速、■普通
常陆野牛久－荒川冲－土浦

### 使用情况
1. ↑  . 東日本旅客鉄道.   [2019-03-07]. （原始内容存档于2007-10-28）.
2. ↑  . 東日本旅客鉄道.   [2019-03-07]. （原始内容存档于2019-03-22）.
3. ↑  . 東日本旅客鉄道.   [2019-03-07]. （原始内容存档于2019-03-22）.
4. ↑  . 東日本旅客鉄道.   [2019-03-07]. （原始内容存档于2019-03-22）.
5. ↑  . 東日本旅客鉄道.   [2019-03-07]. （原始内容存档于2019-03-22）.
6. ↑  . 東日本旅客鉄道.   [2019-03-07]. （原始内容存档于2006-06-16）.
7. ↑  . 東日本旅客鉄道.   [2019-03-07]. （原始内容存档于2019-03-22）.
8. ↑  . 東日本旅客鉄道.   [2019-03-07]. （原始内容存档于2019-03-22）.
9. ↑  . 東日本旅客鉄道.   [2019-03-07]. （原始内容存档于2014-10-06）.
10. ↑  . 東日本旅客鉄道.   [2019-03-07]. （原始内容存档于2019-03-22）.
11. ↑  . 東日本旅客鉄道.   [2019-03-07]. （原始内容存档于2011-07-10）.
12. ↑  . 東日本旅客鉄道.   [2019-03-07]. （原始内容存档于2018-07-07）.
13. ↑  . 東日本旅客鉄道.   [2019-03-07]. （原始内容存档于2019-03-22）.
14. ↑  . 東日本旅客鉄道.   [2019-03-07]. （原始内容存档于2016-01-06）.
15. ↑  . 東日本旅客鉄道.   [2019-03-07]. （原始内容存档于2018-03-16）.
16. ↑  . 東日本旅客鉄道.   [2019-03-07]. （原始内容存档于2018-01-13）.
17. ↑  . 東日本旅客鉄道.   [2019-03-07]. （原始内容存档于2018-11-06）.
18. ↑  . 東日本旅客鉄道.   [2018-07-06]. （原始内容存档于2018-11-15）.
19. ↑  . 東日本旅客鉄道.   [2019-07-07]. （原始内容存档于2019-07-05）.

## 外部連結
- 車站資訊（荒川沖）：東日本旅客鐵道